# J. Michael Fay
J. Michael Fay, noto come Mike Fay (Plainfield, 1956), è un ecologo e ambientalista statunitense.

## Biografia
Dopo essersi laureato in Biologia nel 1978 presso l'Università dell'Arizona, aderì ai Peace Corps, operando come botanico in Tunisia e nella Repubblica Centrafricana per sei anni. Nel 1984 fu assunto dall'orto botanico del Missouri per condurre ricerche in Sudan. Tuttavia, fu invece inviato nella Repubblica Centrafricana e nella Repubblica del Congo dove condusse un rilevamento in aeroplano di parte delle vaste aree forestali ivi presenti, allo scopo di istituire e gestire le riserve naturali di Dzanga-Sangha e di Nouabalé-Ndoki. Contestualmente condusse studi sul gorilla occidentale di pianura, attraverso cui conseguì il dottorato nel 1997.
Dal 1991 ha lavorato per la Wildlife Conservation Society ed è Explorer in Residence per la National Geographic Society. Con il supporto di quest'ultima, nel 1997, ha condotto il progetto MegaTransect, percorrendo in 455 giorni quasi seimila chilometri attraverso le foreste del bacino del fiume Congo, conducendo un'indagine ambientale ed ecologica della regione. Al termine della marcia, fu ricevuto da Omar Bongo, presidente del Gabon, supportando la creazione di tredici riserve naturali nel paese. Un secondo progetto della National Geographic Society (denominato MegaFlyover) l'ha visto coinvolto, con il pilota Peter Ragg, dal giugno del 2004 al gennaio del 2005, quando a bordo di un Cessna 182 hanno percorso quasi centomila chilometri, dal Sudafrica al Marocco raccogliendo immagini ad alta risoluzione. Entrambi i progetti hanno condotto alla realizzazione di articoli e documentari.
Nel 2006, con Michael Nichols, fotografo del National Geographic, ha condotto un'inchiesta sul pericolo rappresentato dal bracconaggio per la più grande comunità di elefanti rimasta al mondo, presso il parco nazionale di Zakouma in Ciad. Il documentario che ne è derivato è intitolato Ivory Wars, Last Stand in Zakouma.